# South Arcot
South Arcot var ett distrikt i brittisk-indiska presidentskapet Madras, senare i delstaten Tamil Nadu.
South Arcot omfattade 10 898 kvadratkilometer med 2 362 566 invånare (1911), var i väster bergigt, i öster, utmed Koromandelkusten, slättland som vattnas av Goleroon, Veliar med flera floder, vilkas vatten tillgodogörs genom ett nät av kanaler. Jordbruk och boskapsskötsel var huvudnäringar, ris och indigo huvudprodukterna. Inom distriktet låg den franska besittningen Pondichéry. Distriktet delades upp 1993 i distrikten Cuddalore och Villupuram.